# NUMAX
NUMAX és una cooperativa gallega sense ànim de lucre situada a Santiago de Compostel·la. Té un cinema, una llibreria i un taller de disseny de vídeo i gràfics. També va actuar com a distribuïdora de pel·lícules entre el 2015 i el 2018.

## Característiques
Va iniciar la seva activitat el març del 2015 al carrer Concepción Arenal de Santiago, on es troba el lloc que acull tots els seus serveis. La programació de cinema es caracteritza per centrar-se en pel·lícules d’autor, clàssics i gèneres alternatius a la distribució comercial habitual, de manera que forma part de la xarxa de distribució europea Europa Cinemas. També són freqüents les conferències i reunions amb directors, actors, cantants i escriptors. El seu nom té el seu origen en la pel·lícula Numax presenta... (1980), de Joaquim Jordà, que recollia el conflicte laboral en una fàbrica d'electrodomèstics de Barcelona.

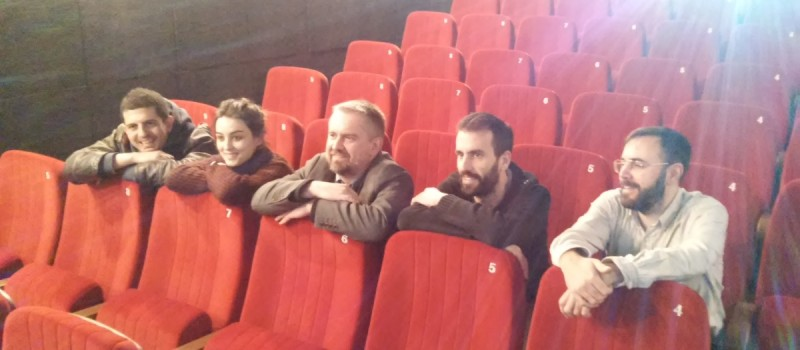
Socis de NUMAX

Els membres de la cooperativa són Ramiro Ledo, Xan Gómez Viñas, Pablo Cayuela, Antonio Doñate, Xosé Carlos Hidalgo, Irma Amado i Mariña de Toro. Olalla Cociña també treballa a l'empresa i Margarita Ledo és sócia protectora.
Va rebre el Premi José Sellier en el marc de la 14a edició dels Premis Mestre Mateo i el 2016 va rebre el Premi Cultura Gallega de Creació Audiovisual.